# Burguillos (kommunhuvudort)
Burguillos är en kommunhuvudort i Spanien.   Den ligger i provinsen Provincia de Sevilla och regionen Andalusien, i den sydvästra delen av landet, 400 km sydväst om huvudstaden Madrid. Burguillos ligger 76 meter över havet och antalet invånare är 4 116.
Terrängen runt Burguillos är platt söderut, men norrut är den kuperad. Terrängen runt Burguillos sluttar söderut. Runt Burguillos är det ganska tätbefolkat, med 116 invånare per kvadratkilometer. Närmaste större samhälle är Brenes, 9,2 km öster om Burguillos. Trakten runt Burguillos består till största delen av jordbruksmark.